# Jakob Aschkenasi aus Janow
Jakob ben Isaak Aschkenasi aus Janow (* 1550 in Janów; † um 1620) war ein Rabbiner und jiddischer Schriftsteller aus Janów bei Lublin.

## Leben
Sein der altjiddischen Literatur zugerechnetes, 1616 erschienenes Werk Ze’enah u-Re’enah (auch: Zenne-we-Renne, Zeena u-reena, Tsena u-R'ena etc., deutsch: „Sie gehen aus und schauen“/„Kommt und seht“, nach Hld 3,11) ist eine volkstümliche, sehr populär gewordene midraschische Paraphrase des Pentateuchs.
Das Buch erlebte über 200 Auflagen und wurde auch als „Frauenbibel“ bekannt. Der Verfasser wollte damit von Predigern und Bibelerklärern unabhängig machen, wie das Vorwort und auch der Titel seines zweiten Werkes zeigen: Sefer ha-Maggid („Das Buch des Predigers“), worin er Propheten und Hagiographen ähnlich bearbeitet und mit einer Paraphrase des Raschi-Kommentars begleitet.

## Weitere Werke
- Schoresch Ja’akov
- Meliz Joscher